# Fischertag (Film)
Fischertag ist ein Kriminalfilm aus Memmingen. Die Handlung dreht sich dabei um einen Schusswaffengebrauch am Memminger Fischertag. Das Budget betrug etwa 50.000 Euro und wurde größtenteils von Sponsoren finanziert.

## Handlung
Eine Bande aus den ehemaligen Schulfreunden Karl, Paul, Sven, Matthias und Alex, die mit Überfällen und Geldwäsche ein Vermögen verdient, kommt anlässlich des Fischertags zurück in die Heimat. Das Zusammensein beim Heimatfest nutzen sie nun, um ihr Geld zu waschen, zu verstecken und zu verteilen. Doch der Neffe Jonas des Bandenchefs Karl ist den Kriminellen auf die Schliche gekommen und ist nun auf Rache aus. Beim Ausfischen des Stadtbaches fällt der erste Schuss und Matthias wird von Jonas angeschossen. Dieser kann schnell von den Polizisten Bernhard und Bianka gestellt werden. Doch da ist die Lawine der Gewalttaten bereits ins Rollen gekommen.

## Produktion
Seit dem Fischertagsvorabend 2018 laufen die Dreharbeiten. Insgesamt wurden für den Film etwa 30 Drehtage veranschlagt. Dabei halfen teils bis zu 150 Freiwillige mit. Der überwiegende Großteil des Films wurde in Memmingen und Buxheim gedreht. Wichtige und bekannte Handlungsorte sind zum Beispiel der Stadtbach zwischen Marktplatz und Weinmarkt, das Klinikum, die Stadthalle und das Buxheimer Pflegeheim. Die Produktion bedient sich an vielen Drohnenaufnahmen der Stadt und Umgebung und ausschnittsweise auch Slow Motion Aufnahmen.
Die Schauspieler im Film sind allesamt Laien. Unter ihnen sind auch viele bekannte Gesichter der Stadt, wie etwa Altbürgermeister Ivo Holzinger.

## Altersfreigabe und Kritiken
In Deutschland wurde der Film von der FSK ab 12 Jahren freigegeben.
Der Film erhielt, unter der Prämisse, dass nur Laienschauspieler beteiligt waren, bislang überwiegend gute Resonanz.
Oberfischer Jürgen Kolb lobte in seinem Fischerspruch 2019 den Kinofilm: „Vor dem Kino gibt es Gedränge, läuft ‚Fischertag‘ in Spielfilmlänge, Pfausis Projekt beeindruckt frei, die halbe Stadt spielt Polizei“ (aus Memminger Mundart ins Hochdeutsch übersetzt).
In der Internet Movie Database erhielt der Film eher durchwachsene Bewertungen mit einem Durchschnitt von nur etwa 4 von 10 Punkten.
Im Erscheinungsjahr 2019 sahen den Film etwa 6670 Besucher im Kino am Produktionsort Memmingen, was ungefähr zwei Prozent der gesamten Kinobesuche im Jahr entsprach.

## Trivia
- Als die Beamtin der Spurensicherung die Tatwaffe aus dem Stadtbach sichert, fragt sie in die Runde: „Was ist, habt ihr noch nie eine Frau im Stadtbach gesehen?“, woraufhin einige Fischer daneben mit Kopfschütteln reagieren. Dies ist eine Anspielung auf die Kontroverse, ob Frauen am Fischertag in den Bach „jucken“ dürfen (siehe auch Kritik zum Fischertag).[4][8]
- Eine Einstellung zeigt eine Schar von Tauben, die über den Schrannenplatz fliegen; eine Anspielung auf das erst kurz vor Filmausstrahlung erlassene Verbot der Taubenfütterung in der Stadt.[9]
- Eine kurze Szene zeigt Altoberbürgermeister Ivo Holzinger, dem beim Abladen des Hausmülls sein Auto gestohlen wird. Dies kommentiert er mit „Gut, dass mir das erst jetzt passiert“. Erst vor Kurzem hat er sich in den Ruhestand verabschiedet und musste seinen Dienstwagen abgeben.